# Portefeuille (affluent de l'Arnon)
Pour les articles homonymes, voir Portefeuille (homonymie).
Le Portefeuille est un cours d'eau qui coule dans le département français du Cher en région Centre-Val de Loire.
C'est un affluent de l'Arnon en rive gauche et donc un sous-affluent de la Loire.

## Géographie
Le Portefeuille a une longueur de 29,6 kilomètres. Il prend sa source dans la commune de Saint-Saturnin, près du hameau de Vinabineau à une altitude de 335 m, s'écoule vers le nord et se jette dans l'Arnon, en limite des communes de Saint-Pierre-les-Bois et de Morlac, à une altitude de 171 m.

### Communes traversées
Le Portefeuille traverse 6 communes, de l'amont vers l'aval : Saint-Saturnin, Saint-Maur, Saint-Jeanvrin, Le Châtelet, Saint-Pierre-les-Bois et Morlac.
Les bassins hydrographiques sont découpés dans le référentiel national BD Carthage en éléments de plus en plus fins, emboîtés selon quatre niveaux : régions hydrographiques, secteurs, sous-secteurs et zones hydrographiques. Le bassin versant du Portefeuille s'insère dans la zone hydrographique « Le Portefeuille & ses affluents  », au sein du bassin DCE plus large « La Loire, les cours d'eau côtiers vendéens et bretons ». 

## Gouvernance

### Échelle du bassin
En France, la gestion de l’eau, soumise à une législation nationale et à des directives européennes, se décline par bassin hydrographique, au nombre de sept en France métropolitaine, échelle cohérente écologiquement et adaptée à une gestion des ressources en eau. Le Portefeuille est sur le territoire du bassin Loire-Bretagne et l'organisme de gestion à l'échelle du bassin est l'agence de l'eau Loire-Bretagne.